# Келцин
Келцин (њем. Kölzin) општина је у њемачкој савезној држави Мекленбург-Западна Померанија. Једно је од 89 општинских средишта округа Остфорпомерн. Према процјени из 2010. у општини је живјело 334 становника. Посједује регионалну шифру (AGS) 13059042.

## Географски и демографски подаци
Келцин се налази у савезној држави Мекленбург-Западна Померанија у округу Остфорпомерн. Општина се налази на надморској висини од 24 метра. Површина општине износи 14,5 km². У самом мјесту је, према процјени из 2010. године, живјело 334 становника. Просјечна густина становништва износи 23 становника/km².